# Вудс, Леона
Леона Харриет Вудс (англ. Leona Harriet Woods; 9 августа 1919 — 10 ноября 1986), позднее известная как Леона Вудс Маршалл и Леона Вудс Маршалл Либби (англ. Leona Harriet Woods Marshall Libby), — американский физик, участвовавшая в создании первого ядерного реактора и первой атомной бомбы.

## Биография
В 1938 году, в возрасте 18 лет, Вудс получила степень бакалавра в Чикагском университете. В 1940 году там же получила степень магистра по физике.
В 23 года она была самым молодым участником и единственной женщиной в группе Энрико Ферми, занимавшейся разработкой и изучением первого ядерного реактора (Чикагской поленницы-1). Вудс, в частности, сыграла важную роль при создании и использовании счётчиков Гейгера, задействованных в эксперименте. Она была единственной женщиной, присутствовавшей при запуске реактора. Впоследствии она работала с Ферми в Манхэттенском проекте, а ещё позже, вместе со своим первым мужем Джоном Маршаллом, контролировала создание и ввод в эксплуатацию реакторов для наработки плутония на Хэнфордском комплексе, а также помогла решить проблему ксенонового отравления.
В 1943 году получила степень доктора наук по физике в Чикагском университете. Её научным руководителем был Роберт Малликен, впоследствии ставший лауреатом Нобелевской премии по химии.
После войны она стала сотрудницей Института ядерных исследований, а позже работала в Институте перспективных исследований в Принстоне, Брукхейвенской национальной лаборатории в Аптоне и Нью-Йоркском университете, где получила звание профессора в 1962 году. Её исследования касались физики высоких энергий, астрофизики и космологии. В 1963 году она начала работать в компании RAND, а через год стала профессором в Университете Колорадо. В 1966 году она развелась с Маршаллом и вышла замуж за нобелевского лауреата Уилларда Либби. Позднее она заинтересовалась экологическими вопросами и разработала способ для изучения климатических изменений по соотношению изотопов в годичных кольцах деревьев. Она была убеждённой сторонницей облучения продуктов питания как метода стерилизации.